# ناحیه اگلستون، میشیگان
ناحیه اگلستون (به انگلیسی: Egelston Township) یک منطقهٔ مسکونی در ایالات متحده آمریکا است که در شهرستان موسکگون، میشیگان واقع شده‌است.
 ناحیه اگلستون ۹۲٫۲ کیلومتر مربع مساحت و ۹٬۹۰۹ نفر جمعیت دارد و ۲۰۵ متر بالاتر از سطح دریا واقع شده‌است.